# 伊沃·特伦比奇
伊沃·特伦比奇（1935年4月2日—2021年3月12日），克罗地亚男子水球运动员。他曾代表南斯拉夫国家队参加1964年和1968年夏季奥林匹克运动会水球比赛，获得一枚金牌和一枚银牌。